# Alcohol gras
Els alcohols grassos (en anglès:Fatty alcohols) són alcohols alifàtics que contenen una cadena de 8 a 22 àtoms de carboni. Es fan servir àmpliament en la indústria química.

## Producció
Els alcohols grassos no es troben en grans quantitats a la naturalesa però algunes ceres són èsters amb alcohols grassos i àcids grassos. Els alcohols grassos no estaven disponibles abans de principis del segle xx. Originalment s'obtenien per la reducció d'èsters de ceres amb sodi pel procés de reducció Bouveault–Blanc. A partir de 1940 la indústria petroquímica va passar a ser una important font d'alcohols grassos a més Karl Ziegler va descobrir la polimerització de l'etilè amb la qual cosa es van obtenir fàcilment alcohols grassos sintètics.

## Aplicacions
Principalment es fan servir per produir detergents i surfactants. També són components de cosmètics, aliments, i solvents industrials. També s'usen com emulgents, emol·lients i espessidors en els cosmètics i la indústria alimentària. Alcohols grassos obtinguts de la cera d'abelles s'ha demostrat que redueixen el colesterol en humans. Els alcohols grassos es poden trobaar en el germen de cereals i en molts aliments derivats de plantes.

## Tipus
- Alcohols de cadena normal
  - Alcohols saturats (Ex: dodecanol)
  - Alcohols insaturats
  - Alcohols acetilènics
  - Alcohols sulfatats
- Alcohols de cadena amb branques
  - Alcohols monometilats
  - Alcohols poliisoprenoids
    - Isopranols (saturats9
    - Poliisopremoids insaturat (prenols o poliprenols) inclou turpenols.
- Alcohols fenòlics